# Alexandre Rapoport
Alexandre Rapoport (Rio de Janeiro, 1929) é um pintor, arquiteto, desenhista e gravador brasileiro.
Autodidata descendente de asquenazes russos, começou a pintar na Faculdade de Arquitetura, antes do final da década de 1950. Estudou desenho com Ubi Paiva e, enquanto estudante, assistiu às aulas de gravura de Raymundo Cella, na Escola Nacional de Belas Artes; foi então que participou de suas primeiras exposições coletivas promovidas pelo Governo Federal.
Teve contacto com Cândido Portinari, cujas influências permeiam sua obra até hoje. Viajou pela América Latina inteira, onde tem grande fama. Foi também professor da disciplina de "Composição Decorativa" na faculdade em que se formou. Ainda na década de 50 ganhou a "Menção Honrosa" no Salão Nacional de Belas Artes.
De 1956 até aproximadamente 1972, dedicou-se também ao desenho industrial, expondo no Brasil e exterior.
Além do Brasil, possui trabalhos em diversas coleções particulares e instituições públicas, em Roma, Viena, Zurique, Nova Iorque, Tóquio, Paris, Buenos Aires, Antuérpia, Washington e Jerusalém.
É considerado um surrealista, e sua obra tem grande fama e liquidez. Por um breve momento, na década de 1960, também fez design de mobiliário.